# Міхейлень (Сібіу)
Міхейлень, Міхейлені (рум. Mihăileni) — село у повіті Сібіу в Румунії. Адміністративний центр комуни Міхейлень.
Село розташоване на відстані 220 км на північний захід від Бухареста, 27 км на північний схід від Сібіу, 104 км на південний схід від Клуж-Напоки, 104 км на захід від Брашова.

## Населення
За даними перепису населення 2002 року у селі проживали 279 осіб, усі — румуни. Усі жителі села рідною мовою назвали румунську.